# Falsters Sønder Herred
Falsters Sønder Herred var et herred i Maribo Amt. Herredet var en del af Lolland-Falster Rytterdistrikt, og hørte oprindeligt under Nykøbing Len, der i 1662 blev ændret til Nykøbing Amt , indtil det i 1803 blev en del af Maribo Amt.
I herredet ligger købstaden Nykøbing og følgende sogne:
- Falkerslev Sogn
- Gedesby Sogn
- Horbelev Sogn
- Horreby Sogn
- Idestrup Sogn
- Karleby Sogn
- Nykøbing F Sogn
- Nørre Ørslev Sogn
- Skelby Sogn
- Systofte Sogn
- Sønder Alslev Sogn
- Sønder Kirkeby Sogn
- Væggerløse Sogn
- Aastrup Sogn